# アンティック-珈琲店-
アンティック-珈琲店- （アンティック・カフェ、英表記：ANTIC CAFE）は、日本のヴィジュアル系ロックバンド。
2003年、旧メンバーの坊を中心に結成。所属事務所はソニー・ミュージックアーティスツ。通称「An Cafe (アン・カフェ)」。ファンの愛称は「カフェっ仔 (こ)」、挨拶は「ニャッピーo(≧∀≦)o」 (顔文字は発音しない) 。所属レーベルはビーイング系列のWhite Cafe。2019年1月5,6日 EX THEATER ROPPONGIにてラストライブ「LIVE CAFE 15th Anniversary Year Grand Finale」を開催し活動休止。2023年1月より活動再開。

## 歴史
バンドの活動コンセプトを「ダンスロック」、「ノンジャンル・ヴィジュアル系」とし、2003年5月に結成。翌年インディーズレーベルLOOP ASHよりリリースされた1stシングル「キャンデーホリック」がオリコンインディーズチャートで初登場2位を獲得した。
2005年6月よりRedCafeに移籍。
2007年4月30日のライヴを最後に坊 (ギター担当) が脱退。同年5月18日午前0時に新メンバーtakuya (ギター担当) と、ゆうき (キーボード担当) の加入を発表し、「AN CAFE 2nd generation」と銘打って活動を開始した。
同年8月22日に発売された12枚目のシングル『覚醒ヒロイズム〜THE HERO WITHOUT A "NAME"〜』が初のオリコンメジャーチャート初登場TOP20位入りを果たす (デイリー11位、ウィークリー12位)が、2010年1月4日の日本武道館公演をもって活動休止する。20xx年 SUMMER DIVEをやると1月4日の公演で発表した。
2012年4月1日に活動再開が発表されSUMMER DIVEの日程等も同時に発表され、1月4日に二度目の日本武道館公演、続いてワンマンツアー「自分大敵」を敢行。
2015年4月1日にHP上においてビーイングのレーベルよりメジャーデビューすることが発表された。
2019年1月5日（土）、6日（日）開催の「LIVE CAFE 15th Anniversary Year Grand Finale」EX THEATER ROPPONGI公演をもって現体制での活動を休止=事実上解散。
2022年6月29日、結成20周年イヤーにあたる2023年に合わせて再集結し、復活ライブ「LIVE CAFE 20th Anniversary『令和で初NYAPPY o(≧∀≦)o』」をZepp Hanedaで開催することが発表された。

### 国外活動
2008年には初となる大規模な国外ツアーを敢行（フィンランド、スウェーデン、ドイツ、フランス、イギリス、スペイン、韓国、アメリカ）。
同年後半には、2009年にロシア、フィンランド、スウェーデン、ドイツ、イギリス、フランス、スペイン、アルゼンチン、チリ、ブラジル、メキシコ、アメリカ合衆国などを回るライブツアーを行うことを決定・発表した。
2009年発売のワールドツアーの様子を収めたDVDは、スウェーデン洋楽DVDチャートで1位を獲得。
2014年
- LIVE CAFE TOUR 2014　NYAPPY GO AROUND THE WORLD IV ～kawaii Cafekko AISHITERU～Germany、Austria、Poland、Hungary、France、UK、Russia、Finland
- Animefriends 2014 in BRAZIL
- Animethon 21 in Canada
- AN CAFE ワンマンライブ（メキシコ、El Plaza Condesa）

## メンバー

### 現メンバー
- みく（Vocal）1984年1月5日生（苺の日）、A型。長崎県佐世保市出身。- Lc5としてVoも務めている。愛称は「みくすけ」、「みっくん」、「みくてぃー」
- takuya（Guitar）2月9日生、A型。和歌山県出身。愛称は「たくやん」、「やーたく」、「たくにゃん」「たっくん」
- カノン（Bass）1984年7月5日生、O型。千葉県銚子市出身。-kanon×kanonで活躍中。愛称は「カノソ」、「ノン様」
- ゆうき（Keyboard）8月29日生、A型。鹿児島県串木野市出身。愛称は「ゆうきっき」
- 輝喜（Drums）1980年12月8日生、A型。宮城県仙台市出身。愛称は「イケテルキ」、「輝兄」、「永田」、「てるてる」

### 旧メンバー
- 坊（Guitar）9月16日生、O型。東京都出身。愛称は「坊めそ」、「坊りんりん」、「坊にゅんにゅん」、「坊にゃん」、「坊くん」、「お坊さん」、「坊ちゃん」
  - 2007年4月30日の日比谷野外大音楽堂の野外ライヴ「HIBIYA ON ☆ザ☆ 御 NEW 世界」を最後にアンカフェを卒業。

## 活動の歴史
- 2003年
  - 5月 結成。
  - 6月17日 赤坂L@Nにてデモンストレーションライヴ第一夜を行う。
  - 6月17日 浦和ナルシスにてデモンストレーションライヴ第二夜を行う。配布音源/収録曲「オープ○ング」
  - 7月2日 池袋サイバーで1st音源「ウズマキ染色体/ハツコイ」発売
  - 8月10日 新メンバー輝喜加入
  - 9月22日 浦和ナルシスで新生アンティック -珈琲店-初ライヴ
- 2004年
  - 3月24日 1stマキシシングル「キャンデーホリック」発売/限定2,000枚
  - 5月29日 高田馬場AREAワンマン「Happy Birth Day 梅雨」SOLD OUT CD「ハツコイ」無料配布
  - 6月9日 2ndCD「√69」発売/初回限定5,000枚
  - 11月24日 3rdマキシシングル「孤妄 〜コスモス〜」初回限定5,000枚
- 2005年
  - 2月3日 完売音源週+αアルバム「飴玉ロック」発売 初回限定5,000枚
  - 3月16日 付オリコンINDIES アルバムチャート 10位
  - 3月30日 4thシングル「カラクリ否定」発売初回限定5,000枚完売
  - 7月20日 5thシングル原宿参部作第一弾「テケスタ光線 〜暗闇を照らす光は宝石のように〜」 発売
  - 8月24日 6thシングル原宿参部作第二弾「エスカピズム 〜甘いミルクを吸った子羊ちゃん〜」 発売
  - 9月21日 7thシングル原宿参部作第三弾「メリメイキング 〜凸凹な毎日と、あいかわらずな僕ら〜」発売
  - 10月26日 オムニバス「SHOCK WAVE CD the SELECT」に悲想橋で参加。
  - 11月9日 1stFullアルバム 『色彩モーメント』発売
- 2006年
  - 3月1日 8thシングル 「10's コレクション マァチ」 発売
  - 5月17日 9thシングル「BondS 〜絆〜」 発売
  - 7月4日 ラジオのレギュラー番組Neo I.D.が始まる。アンティック -珈琲店-は、火曜日のパーソナリティを務める。 (~同年12月26日終了)
  - 8月2日 野外ワンマン 「野外でニャッピー」
  - 9月20日 10thシングル「スマイル一番 イイ♀」発売
  - 10月18日 11thシングル「スノーシーン」発売
  - 11月29日 2ndアルバム『マグニャカルタ』発売
- 2007年
  - 4月30日 野外ライヴ「HIBIYA ON ☆ザ☆ 御NEW世界」を最後に坊が脱退。
  - 5月18日 新メンバーtakuya (ギター担当) 、ゆうき (キーボード担当) が加入。
  - 8月22日 12thシングル「覚醒ヒロイズム 〜THE HERO WITHOUT A "NAME"〜」発売
  - 11月7日 13thシングル「流星ロケット」発売
- 2008年
  - 2月27日 14thシングル「Cherry咲く勇気!!」発売
  - 4月9日 3rdアルバム　『極魂ROCK CAFE』発売
  - 8月30日 DVDシングル「SUMMER DIVE 〜甘トロPEACH☆BEACH〜」発売
  - 10月29日 15thシングル「小悪魔USAGIの恋文とマシンガン e.p.」発売
- 2009年
  - 3月11日 16thシングル「AROMA」発売
  - 8月12日 17thシングル「夏恋★夏GAME」発売
  - 8月30日 日本武道館ライヴをもって活動休止することを発表
  - 9月9日 4thアルバム　『BBパラレルワールド』発売
  - 12月9日 ベストアルバム『アンティック-珈琲店-』発売
- 2010年
  - 1月4日 LIVE CAFE 2010 日本武道館「キング オブ 原宿ダンスロック」～いきなりニャッピーレジェンド～を開催し、活動休止
  - 2月4日 所属事務所がミュージックレインから、ソニー・ミュージックアーティスツに移転[7]。
- 2012年
  - 4月1日 HP上で活動再開がアナウンスされる。活動休止時に宣言されたライヴ「SUMMER DIVE」の日程と会場、新作のリリース予定も同時に発表された。
  - 4月25日 ファンクラブ「BondS」のスマートフォンサイトがオープン。
  - 4月27日 ワールドツアーが決定したと発表。
  - 8月8日 ミニアルバム『amazing blue』リリース。
  - 9月8〜9日 ANCAFESTA'12「SUMMER DIVE」(8日「〜大航海時代〜」、9日「〜原宿奪還〜」)が国立代々木競技場第二体育館で行われた。
  - 11月3日 ワールドツアー活動再開後第1弾「LIVE CAFE TOUR 2012 NYAPPY GO AROUND THE WORLD III 〜TADAIMA o(≧∇≦)o OKAERI o(≧∇≦)o〜」がロシアのモスクワでスタート。その後イギリスやフランスなどヨーロッパ8カ国を回った。
- 2013年
  - 4月12日〜　全国ツアーNYAPPY GO AROUND キミノマチスタート。会場限定でシングル「キミノマチ」が発売される。
  - 6月12日　18thシングル原宿参部作リターンズ!第壱作「Bee Myself Bee Yourself 〜自分らしく君らしく生まれたストーリーは始まってんだ〜」リリース。
  - 7月10日　19thシングル原宿参部作リターンズ!第弐作「イタイ女～NO PAIN,NO LOVE? JAPAIN GIRLS in LOVE～」リリース。
  - 8月14日　20thシングル原宿参部作リターンズ!第参作「狼MAN ～Let’s make precious love～」リリース。
  - 11月6日　5thアルバム「非可逆ZiprocK」をリリース
- 2014年
  - 1月4日 二度目の日本武道館LIVEを決行。
  - 9月24日 21stシングル「モウソウモモウソウロソロ」をリリース。
  - 11月2日　JAPAN POP CULTURE CARNIVAL 2014 IN MATSUDO（松戸・森のホール）出演。
- 2015年
  - 3月14日 ビーイング、新レーベル「White Café」設立 第1弾アーティストに「アンティック-珈琲店-」（アンティック・カフェ）が決定[3]。
  - 4月1日 オフィシャルモバイルファンサイト「FC BondS」がリニューアル。
  - 4月25,26日 幕張メッセで行われる「ニコニコ超会議2015」に出演。
  - 8月5日 メジャーデビュー記念フリーライブ LIVE CAFE 2015 夏 「野外でニャッピー2」開催[8]。
  - 8月26日 メジャーデビューシングル「千年DIVE!!!!!」リリース[8][9]。
- 2016年
  - 3月16日 メジャーデビュー2ndシングル「JIBUN」リリース。
  - 9月14日 メジャーデビュー3rdシングル「熱くなれ / 生きるための3秒ルール」リリース。
- 2018年
  - 6月22日 来年1月より活動休止することを発表。
- 2019年
  - 1月5,6日 EX THEATER ROPPONGIにてラストライブ「LIVE CAFE 15th Anniversary Year Grand Finale」を開催し活動休止した。
- 2022年
  - 6月29日、活動再開を発表。
- 2023年
  - 1月5・6日にZepp Hanedaにて復活ライブ「LIVE CAFE 20th Anniversary『令和で初NYAPPY o(≧∀≦)o』」を開催。

8月5日大阪 BIG CAT、8月13日
東京 Spotify O-EASTにて「LIVE CAFE 20th Anniversary NYAPPY SUMMER NIGHT o(≧∀≦)o「アンカフェ、二十歳の夏〜思い出せよ無邪気な頃〜」」を開催することを発表。

## ディスコグラフィ

### デモテープ
1. オープニング(2003年6月17日)
2. ウズマキ染色体/ハツコイ(2003年7月2日)

### シングル
|      | 発売日         | タイトル                                                                       | 生産番号 |
| 1st  | 2004年3月24日  | キャンデーホリック                                                             | LOOP-5003 |
| 2nd  | 2004年6月9日   | √69                                                                            | LOOP-5009 |
| 3rd  | 2004年11月24日 | 孤妄 〜コスモス〜                                                              | (初回盤)LOOP-5020 (2ndPRESS)RCLL-019 |
| 4th  | 2005年3月30日  | カラクリ否定                                                                   | RCLL-002 |
| 5th  | 2005年7月20日  | テケスタ光線 〜暗闇を照らす光は宝石のように〜                                  | RCLL-003 |
| 6th  | 2005年8月24日  | エスカピズム 〜甘いミルクを吸った子羊ちゃん〜                                  | RCLL-004 |
| 7th  | 2005年9月21日  | メリメイキング 〜凸凹な毎日と、あいかわらずな僕ら〜                            | RCLL-005 |
| 8th  | 2006年3月1日   | 10's コレクション マァチ                                                       | RCLL-009 |
| 9th  | 2006年5月17日  | BondS 〜絆〜                                                                   | RCLL-011 |
| 10th | 2006年9月20日  | スマイル一番 イイ♀                                                             | RCLL-012 |
| 11th | 2006年10月18日 | スノーシーン                                                                   | (CD+DVD)RCLL-013～014 |
| 12th | 2007年8月22日  | 覚醒ヒロイズム 〜THE HERO WITHOUT A "NAME"〜                                   | Atype(初回盤CD+DVD)SMCL-129～130 Btype(ダーカー盤CD+DVD)SMCL-127～128 Ctype(通常盤)SMCL-131 |
| 13th | 2007年11月7日  | 流星ロケット                                                                   | (初回盤CD+DVD)SMCL-132～133 (通常盤)SMCL-134 |
| 14th | 2008年2月27日  | Cherry咲く勇気!!                                                               | (初回盤CD+DVD)RCLL-024～025 (通常盤)RCLL-026 |
| 15th | 2008年10月29日 | 小悪魔USAGIの恋文とマシンガン e.p.                                             | (初回盤CD+DVD)RCLL-032～033 (通常盤)RCLL-034 |
| 16th | 2009年3月11日  | AROMA                                                                          | (初回盤CD+DVD)RCLL-036～037 (通常盤)RCLL-038 |
| 17th | 2009年8月12日  | 夏恋★夏GAME                                                                    | Atype(CD+DVD)RCLL-039～040 Btype(CD+DVD)RCLL-041～042 Ctype(通常盤)RCLL-043 |
| 18th | 2013年6月12日  | Bee Myself Bee Yourself 〜自分らしく君らしく生まれたストーリーは始まってんだ〜 | 初回限定盤(CD+DVD)SLRL-91001-2 通常盤SLRL-11001 |
| 19th | 2013年7月10日  | イタイ女 ～NO PAIN,NO LOVE? JAPAN GIRLS in LOVE～                              | 初回限定盤(CD+DVD)SLRL-91103-4 通常盤SLRL-11002 |
| 20th | 2013年8月14日  | 狼MAN ～Let’s make precious love～                                             | 初回限定盤(CD+DVD)SLRL-91105-6 通常盤SLRL-11003 |
| 21st | 2014年9月24日  | モウソウモモウソロソロ                                                         | 初回限定盤A(CD+DVD)SLRL-91009-10 初回限定盤B(CD+DVD)SLRL-91011-12 通常盤SLRL-11006 |
| 22nd | 2015年8月26日  | 千年DIVE!!!!!                                                                  | 初回限定盤【CD+DVD】JBCW-6001 Musing盤【CD+DVD+A4サイズ写真集】JBCF-9005 通常盤A【CD】JBCW-6002 通常盤B【CD】みくver.JBCW-6003 通常盤B【CD】takuya ver.JBCW-6004 通常盤B【CD】カノン ver.JBCW-6005 通常盤B【CD】ゆうき ver.JBCW-6006 通常盤B【CD】輝喜 ver.JBCW-6007 |
| 23rd | 2016年3月16日  | JIBUN                                                                          | 初回限定盤【CD+DVD】JBCW-6008 デュエル・マスターズ盤【CD】JBCW-6009 通常盤【CD】JBCW-6010 |
| 24th | 2016年9月14日  | 熱くなれ/生きるための3秒ルール                                                 | 初回限定盤A【CD＋DVD】JBCW-6013 初回限定盤B【CD＋DVD】JBCW-6012 通常盤【CD】JBCW-4001 |
| 25th | 2017年10月4日  | イケない妄想×アブない珍獣                                                      | 初回限定盤【CD＋DVD】JBCW-6013 通常盤A【CD】JBCW-6014 通常盤B【CD】JBCW-6015 |
| 26th | 2018年3月28日  | 願い事は1つさ                                                                  | 初回限定盤A【CD＋DVD】JBCW-6016 初回限定盤B【CD＋DVD】JBCW-6017 通常盤【CD】JBCW-4002 |

### アルバム
|     | 発売日         | タイトル           | 生産番号                                                             |
| 1st | 2005年11月09日 | 色彩モーメント     | (CD+DVD盤)RCLL-006～007 (CD盤)RCLL-008                               |
| 2nd | 2006年11月29日 | マグニャカルタ     | (CD+DVD盤)RCLL-016～017 (CD盤)RCLL-018                               |
| 3rd | 2008年4月9日   | 極魂ROCK CAFE      | (CD+DVD盤)RCLL-027～028 (CD盤)RCLL-029                               |
| 4th | 2009年9月9日   | BBパラレルワールド | (CD+DVD盤)RCLL-044～045                                              |
| 5th | 2013年11月6日  | 非可逆Ziprock      | 初回限定盤(CD+DVD)SLRL-91107-8 通常盤A SLRL-11004 通常盤B SLRL-11005 |
| 6th | 2017年2月22日  | ラフ･ソング        | 初回限定盤(CD+DVD)JBCW-9001 通常盤 JBCW-9002                         |

### ベストアルバム
|     | 発売日        | タイトル             | 生産番号      |
| 1st | 2009年12月9日 | アンティック-珈琲店- | RCLL-047～048 |
| 2nd | 2018年12月5日 | BEST 2015～2018      | JBCW-9003～4  |

### ミニアルバム
|     | 発売日        | タイトル     | 生産番号               |
| 1st | 2005年2月23日 | 飴玉ロック   | RCLL-001               |
| 2nd | 2012年8月8日  | amazing blue | SRCL-8051〜2 SRCL-8053 |

### その他のアルバム
| 発売日         | タイトル                              | レーベル            | 収録曲 |
| 2009年3月13日  | Harajuku Dance Rock                   | Maru Music          | 1. Summer Dive ~Sweet Melty Peach☆Beach~ 2. My ♥ Leaps for "C" 3. Kawayu's ЯocК 4. Zetsubou 5. Nyappy in the World 4 -Theme to Hannyaism- 6. Aroma 7. Best Apart                                                |
| 2023年10月25日 | バンドる!〜バンドでアイドルしようぜ〜 | ANCAFE 20th project | DISC1 1. Fly again 2. Fly again (instrumental) 3. ニャッピープロモーション所属若手声優サンプル集 DISC2 ドラマCD 「バンドる！〜バンドでアイドルしようぜ〜」 1. 本編 1 2. 本編 2 3. 本編 3 4. 本編 4 5. Fly again |

### オムニバス
- LOOP OF LIFE IV (2004年4月)
- SHOCK JAM CD Edition.4 (2004年7月)
- CROSS GATE 2004 ～Neo Locus～ (2004年9月)
- Shock Edge 2004 (2004年10月21日)
- Shelly Tic -珈琲店- (2005年1月11日)
- CANNONBALL vol.2 (2005年6月22日)
- LOOP OF LIFE V (2005年8月3日)
- SHOCK WAVE CD the SELECT (2005年10月26日)

### DVD
- ライカ・カフェ (2004年10月10日)
- LIVE CAFE 20051203 色彩亜音 at SHIBUYA O-EAST (2006年)
- LIVE CAFE 2006・夏「野外でニャッピー」 (2007年)代々木公園B地区野外ステージ
- LIVE CAFE 2007・春「HIBIYA ON ☆ザ☆ 御NEW世界」 (2007年)
- LIVE CAFE・TOUR'07-08「NYAPPY GO AROUND FEVER」08.01.09 at Shibuya C.C.Lemon Hall (2008年)
- ANCAFESTA08'「SUMMER DIVE 」 (2008年)横浜赤レンガ倉庫前特設ステージ
- LIVE CAFE・TOUR 08「NYAPPY GO AROUND THE WORLD」(2008年)
- LIVE CAFE 5th Anniversary Year Grand Finale・春「Finale of NYAPPY～可愛湯'sЯocКでゴーゴゴー!!o(≧∀≦)o～」
- LIVE CAFE 2010・冬「キング オブ 原宿ダンスロック ～いきなりニャッピーレジェンド～」
- ANCAFESTA'12・秋「ANCAFESTA'12 SUMMER DIVE ～大航海時代～」(2012年)代々木第二体育館

### その他
- ハツコイ (2004年5月29日)
- 逃避回路 (2004年9月16日)
- 雨の繁華街 (2004年12月13日)
- キリキリ (2004年12月13日)
- 盗塁‐珈琲店‐ (リーリーカフェ) (2004年12月25日)
- AURORA (2005年4月6日)
- 華ゾ昔ノ薫ニ匂イケル (2005年6月22日)
- life is... (2005年6月22日)

## タイアップ一覧
| 使用年 | 曲名                                         | タイアップ                                                                          |
| ------ | -------------------------------------------- | ----------------------------------------------------------------------------------- |
| 2007年 | 覚醒ヒロイズム 〜THE HERO WITHOUT A "NAME"〜 | MBS・TBS系アニメ『DARKER THAN BLACK -黒の契約者-』第2クールオープニングテーマ       |
| 2007年 | 流星ロケット                                 | UHFドラマ『風魔の小次郎』オープニングテーマ                                         |
| 2015年 | 千年DIVE!!!!!                                | 全国23局ネット『MUSIC LAUNCHER』8月度オープニングテーマ                             |
| 2016年 | JIBUN                                        | テレビ東京系アニメ『デュエル・マスターズ VSR』エンディングテーマ（第40話 - 第51話） |
| 2016年 | JIBUN                                        | 全国22局ネット・Music Japan TV『MUSIC LAUNCHER』3月度エンディングテーマ             |
| 2016年 | JIBUN                                        | ニコニコ生放送『ニコびじゅ』3月度エンディングテーマ                                 |
| 2016年 | JIBUN                                        | テレビ東京系アニメ『デュエル・マスターズ VSRF』エンディングテーマ（第1話 - 第9話）  |
| 2017年 | イケない妄想×アブない珍獣                    | テレビ東京系『プレミアMelodiX!』10月度エンディングテーマ                            |
| 2018年 | 願い事は1つさ                                | テレビ東京系『プレミアMelodiX!』3月度エンディングテーマ                             |

## ライブ

### ワンマンライブ
- 1st ワンマン（2004年3月13日）
- 2nd ワンマン「happy birthday 梅雨」（2004年5月29日）
- 3rd ワンマン「古畑任三坊～ベテランドライバーの人生ナビ。最後のコンビニへ～」（2004年9月16日）
- 9DANCE WAR～僕らの9日間戦争～（2006年6月3日）
- 野外でニャッピー（2006年8月2日）
- LIVE CAFE '05 色彩亜音（2005年12月3日）
- LIVE CAFE 2006 Xmas Special（2006年12月17日、23日、24日）
- LIVE CAFE 2007・春 「HIBIYA ON ☆ザ☆ 御NEW世界」（2007年4月30日）
- LIVE CAFE in Seoul '07（2007年8月11日、12日）
- LIVE CAFE 2007・夏「野外でニャッピーやねん」（2007年8月26日）
- ANCAFESTA '08「SUMMER DIVE」（2008年8月30日）
- LIVE CAFE 5th Anniversary Year Grand Finale 「Finale of NYAPPY～可愛湯'sЯocКでゴーゴゴー！！o(≧∀≦)o～」（2009年5月17日）

### イベント
- FC 「BondS」 PRESENTS「カフェっ仔集会」 （2007年6月）
- FC BondS Presents「カフェっ仔集会」（2005年6月）
- FC BondS Presents「カフェっ仔集会」（2009年2月～3月）

### ツアー
- 「恋のかふぇ騒ぎ」（2004年12月）
- 「2005春の東名阪ワンマンツアー」（2005年3月～4月）
- 「NYAPPY GO AROUND」（2006年3月）
- LIVE CAFE TOUR '07 「NYAPPY GO AROUND 2」 （2007年1月～3月）
- LIVE CAFE TOUR '07 「NYAPPY GO AROUND 3」（2007年7月～8月）
- LIVE CAFE TOUR '07-08 「NYAPPY GO AROUND FEVER」 （2007年11月～2008年1月）
- LIVE CAFE・TOUR'08「NYAPPY GO AROUND THE WORLD」（2008年3月～5月）

5th Anniversary Year Special LIVE CAFE TOUR '08- '09 「NYAPPY GO AROUND LOVE＆GUN」（2008年11月～2009年1月）
- LIVE CAFE TOUR '09 NYAPPY GO AROUND THE WORLD II -Harajuku Dance Rock Night-（2009年3月～4月）
- LIVE CAFE 5th Anniversary Year Grand Finale
- Finale of NYAPPY～可愛湯'sЯocКでゴーゴゴー！！o(≧∀≦)o～　(2009年5月17日)
- 友断大敵～3番勝負～第3弾　LIVE CAFE "ワンマン" TOUR　 『自分大敵』（2014年8月～9月）

## 出演

### 舞台
- ミュージカル「クリスマスキャロル」（2018年12月12日 - 16日、東京・東京キネマ倶楽部） - みくのみ、天使ウリエル役[17]